# Ischnura haemastigma
Ischnura haemastigma är en trollsländeart som beskrevs av Fraser 1927. Ischnura haemastigma ingår i släktet Ischnura och familjen dammflicksländor. Inga underarter finns listade i Catalogue of Life.